# Giải quần vợt Mỹ Mở rộng 2018
Giải quần vợt Mỹ Mở rộng 2018 (tiếng Anh: US Open 2018) là ấn bản thứ 138 của giải quần vợt Mỹ Mở rộng, giải Grand Slam thứ tư và cuối cùng trong năm. Giải được tổ chức trên mặt sân cứng tại Trung tâm Quần vợt Quốc gia USTA Billie Jean King ở thành phố New York. Đây là giải Grand Slam cuối cùng có 32 hạt giống trước khi trở về với thể thức 16 hạt giống kể từ mùa 2019.
Rafael Nadal và Sloane Stephens lần lượt là những nhà đương kim vô địch ở nội dung đơn nam và đơn nữ, nhưng họ đã bảo vệ không thành công chức vô địch. Nadal phải bỏ cuộc trong trận bán kết gặp Juan Martín del Potro, trong khi Stephens bị Anastasija Sevastova, người từng bi cô hạ gục ở chính sân đấu này mùa trước, đánh bại ở tứ kết.
Novak Djokovic là chủ nhân ngôi vô địch đơn nam sau khi đánh bại del Potro ở trận chung kết với tỉ số 6-3, 7-6 (7-4), 6-3. Đây là danh hiệu US Open thứ ba và Grand Slam thứ 14 của Novak, qua đó cân bằng kỷ lục vô địch Grand Slam thứ ba mọi thời đại với Pete Sampras. Ở nội dung đơn nữ, Naomi Osaka đánh bại Serena Williams ở trận chung kết với tỉ số 6-2, 6-4, trở thành tay vợt người Nhật Bản đầu tiên từng vô địch một giải Grand Slam.

## Giải đấu

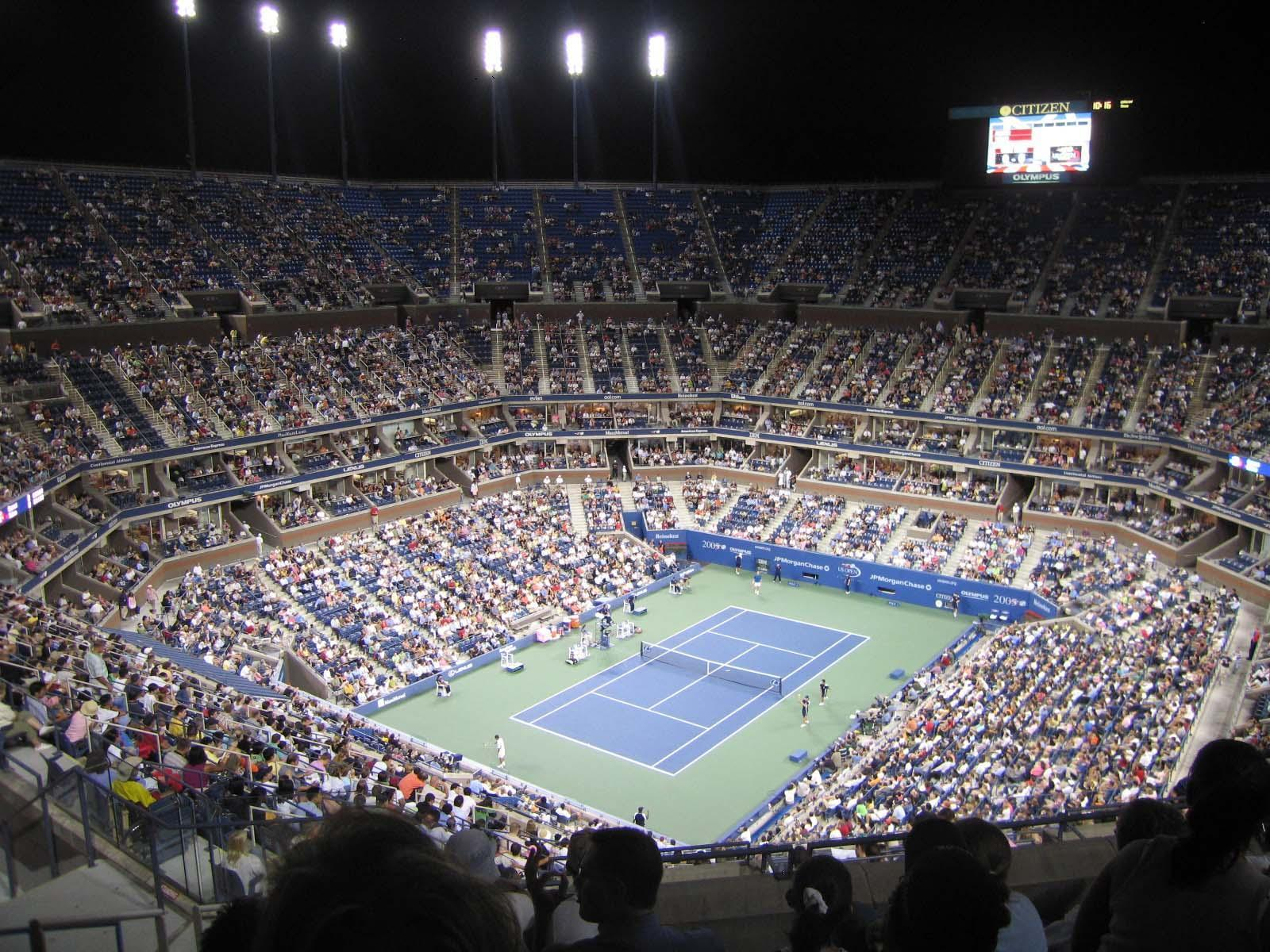
Sân vận động Arthur Ashe trước khi mái có thể thu được lắp đặt và là nơi diễn ra các trận chung kết của giải đấu

Giải quần vợt Mỹ Mở rộng 2018 là lần thứ 138 giải đấu được tổ chức và diễn ra tại USTA Billie Jean King National Tennis Center ở Flushing Meadows–Corona Park của Queens ở Thành phố New York, New York, Hoa Kỳ. Giải đấu được diễn ra trên 14 sân cứng DecoTurf.
Giải đấu là một sự kiện được điều hành bởi Liên đoàn quần vợt quốc tế (ITF) và là 1 phần của lịch thi đấu ATP World Tour 2018 và WTA Tour 2018 theo thể loại Grand Slam. Giải đấu bao gồm các nội dung đơn và đôi của nam và nữ cũng như nội dung đôi nam nữ. Giải đấu cũng có các nội dung đơn và đôi cho các vận động viên nam trẻ và nữ trẻ (dưới 18 tuổi), là một phần ở thể loại Hạng A của giải đấu. Ngoài ra, còn có các sự kiện đơn và đôi quần vợt xe lăn cho nam, nữ và quad.
Giải đấu được chơi trên mặt sân cứng và diễn ra trên 15 sân với mặt sân DecoTurf, trong đó có 2 sân chính - Sân vận động Arthur Ashe và the new Grandstand. Sân mới là Sân vận động Louis Armstrong cũng sẽ chuẩn bị cho giải đấu năm 2018 và thay thế cho sân vận động tạm thời cùng tên từ giải đấu năm 2017.

## Điểm và tiền thưởng

### Phân phối điểm
Dưới đây là bảng phân bố điểm cho từng giai đoạn của giải đấu.

#### Chuyên nghiệp
| Sự kiện | VĐ   | CK   | BK  | TK  | 1/16 | 1/32 | 1/64 | 1/128 | Q  | Q3 | Q2 | Q1 |
| Đơn nam | 2000 | 1200 | 720 | 360 | 180  | 90   | 45   | 10    | 25 | 16 | 8  | 0  |
| Đôi nam | 2000 | 1200 | 720 | 360 | 180  | 90   | 0    | —     | —  | —  | —  | —  |
| Đơn nữ  | 2000 | 1300 | 780 | 430 | 240  | 130  | 70   | 10    | 40 | 30 | 20 | 2  |
| Đôi nữ  | 2000 | 1300 | 780 | 430 | 240  | 130  | 10   | —     | —  | —  | —  | —  |

| Sự kiện  | VĐ  | CK  | BK/hạng 3 | TK/hạng 4 |
| Đơn      | 800 | 500 | 375       | 100       |
| Đôi      | 800 | 500 | 100       | —         |
| Đơn Quad | 800 | 500 | 375       | 100       |
| Đôi Quad | 800 | 100 | —         | —         |

| Sự kiện     | VĐ   | CK  | BK  | TK  | 1/16 | 1/32 | Q  | Q3 |
| Đơn nam trẻ | 1000 | 600 | 370 | 200 | 100  | 45   | 30 | 20 |
| Đơn nữ trẻ  | 1000 | 600 | 370 | 200 | 100  | 45   | 30 | 20 |
| Đôi nam trẻ | 750  | 450 | 275 | 150 | 75   | —    | —  | —  |
| Đôi nữ trẻ  | 750  | 450 | 275 | 150 | 75   | —    | —  | —  |

### Tiền thưởng
The total prize-money compensation for the 2018 US Open is $53 million, a more than 5% increase on the same total last year. Of that total, a record $3.8 million goes to both the men's and women's singles champions, which is increased by 2.7% from last year. This makes the US Open the most lucrative and highest paying tennis grand slam in the world, leapfrogging Roland-Garros in total prize money fund. Prize money for the US Open qualifying tournament is also up 10.3%, to $3.2 million. The prize money for the wheelchair draw amounts to a total of US$350,000. The singles winners of the men and women draws receive US$31,200 and the winner of the quad singles receives US$23,400.
| Sự kiện    | VĐ         | CK         | BK       | TK       | 1/16     | 1/32     | 1/64    | 1/128   | Q3      | Q2      | Q1     |
| Đơn        | $3,800,000 | $1,850,000 | $925,000 | $475,000 | $266,000 | $156,000 | $93,000 | $54,000 | $30,000 | $16,000 | $8,000 |
| Đôi        | $700,000   | $350,000   | $166,400 | $85,275  | $46,563  | $27,876  | $16,500 | —       | —       | —       | —      |
| Đôi nam nữ | $155,000   | $70,000    | $30,000  | $15,000  | $10,000  | $5,000   | —       | —       | —       | —       | —      |

## Tóm tắt kết quả
Đơn nam
| Nhà vô địch               | Nhà vô địch           | Á quân                    | Á quân                     |
| ------------------------- | --------------------- | ------------------------- | -------------------------- |
| Novak Djokovic [6]        | Novak Djokovic [6]    | Juan Martín del Potro [3] | Juan Martín del Potro [3]  |
| Bán kết                   |                       |                           |                            |
| Rafael Nadal [1]          | Rafael Nadal [1]      | Kei Nishikori [21]        | Kei Nishikori [21]         |
| Tứ kết                    |                       |                           |                            |
| Dominic Thiem [9]         | John Isner [11]       | Marin Čilić [7]           | John Millman               |
| Vòng 4                    |                       |                           |                            |
| Nikoloz Basilashvili      | Kevin Anderson [5]    | Borna Ćorić [20]          | Milos Raonic [25]          |
| David Goffin [10]         | Philipp Kohlschreiber | João Sousa                | Roger Federer [2]          |
| Vòng 3                    |                       |                           |                            |
| Karen Khachanov [27]      | Guido Pella           | Taylor Fritz              | Denis Shapovalov [28]      |
| Fernando Verdasco [31]    | Daniil Medvedev       | Dušan Lajović             | Stan Wawrinka (WC)         |
| Alex de Minaur            | Jan-Lennard Struff    | Diego Schwartzman [13]    | Alexander Zverev [4]       |
| Richard Gasquet [26]      | Lucas Pouille [17]    | Mikhail Kukushkin         | Nick Kyrgios [30]          |
| Vòng 2                    |                       |                           |                            |
| Vasek Pospisil            | Lorenzo Sonego (LL)   | Jack Sock [18]            | Paolo Lorenzi              |
| Steve Johnson             | Jason Kubler (WC)     | Andreas Seppi             | Jérémy Chardy              |
| Denis Kudla               | Andy Murray (PR)      | Roberto Carballés Baena   | Stefanos Tsitsipas [15]    |
| Nicolás Jarry             | Cameron Norrie        | Gilles Simon              | Ugo Humbert (Q)            |
| Hubert Hurkacz (Q)        | Frances Tiafoe        | Julien Benneteau          | Robin Haase                |
| Jaume Munar               | Gaël Monfils          | Matthew Ebden             | Nicolas Mahut (LL)         |
| Tennys Sandgren           | Laslo Đere            | Marcos Baghdatis          | Pablo Carreño Busta [12]   |
| Fabio Fognini [14]        | Chung Hyeon [23]      | Pierre-Hugues Herbert     | Benoît Paire               |
| Vòng 1                    |                       |                           |                            |
| David Ferrer              | Lukáš Lacko           | Gilles Müller             | Albert Ramos Viñolas       |
| Guido Andreozzi           | Aljaž Bedene          | Casper Ruud (Q)           | Kyle Edmund [16]           |
| Mirza Bašić               | Denis Istomin         | Mischa Zverev             | Roberto Bautista Agut [19] |
| Félix Auger-Aliassime (Q) | Sam Querrey           | Andrey Rublev             | Ryan Harrison              |
| Donald Young              | Matteo Berrettini     | James Duckworth (PR)      | Feliciano López            |
| Florian Mayer             | Mitchell Krueger (Q)  | Evgeny Donskoy            | Tommy Robredo (Q)          |
| Bradley Klahn (WC)        | Peter Gojowczyk       | Jordan Thompson           | Damir Džumhur [24]         |
| Carlos Berlocq (Q)        | Lloyd Harris (Q)      | Collin Altamirano (Q)     | Grigor Dimitrov [8]        |
| Marius Copil              | Stefano Travaglia (Q) | Taro Daniel               | Adrian Mannarino [29]      |
| Marco Cecchinato [22]     | Tim Smyczek (WC)      | Mackenzie McDonald        | Federico Gaio (Q)          |
| Federico Delbonis         | Ruben Bemelmans (LL)  | Facundo Bagnis (Q)        | Maximilian Marterer        |
| Filip Krajinović [32]     | Yannick Hanfmann      | Corentin Moutet (WC)      | Peter Polansky (LL)        |
| Márton Fucsovics          | Viktor Troicki        | Leonardo Mayer            | Yūichi Sugita              |
| Yannick Maden (Q)         | Mikhail Youzhny       | Marcel Granollers (Q)     | Malek Jaziri               |
| Michael Mmoh (WC)         | Jenson Brooksby (WC)  | Noah Rubin (WC)           | Ričardas Berankis          |
| Radu Albot                | Yuki Bhambri          | Dennis Novak (Q)          | Yoshihito Nishioka (PR)    |

Đơn nữ
| Nhà vô địch               | Nhà vô địch                | Á quân                    | Á quân                        |
| ------------------------- | -------------------------- | ------------------------- | ----------------------------- |
| Naomi Osaka [20]          | Naomi Osaka [20]           | Serena Williams [17]      | Serena Williams [17]          |
| Bán kết                   |                            |                           |                               |
| Anastasija Sevastova [19] | Anastasija Sevastova [19]  | Madison Keys [14]         | Madison Keys [14]             |
| Tứ kết                    |                            |                           |                               |
| Karolína Plíšková [8]     | Sloane Stephens [3]        | Carla Suárez Navarro [30] | Lesia Tsurenko                |
| Vòng 4                    |                            |                           |                               |
| Kaia Kanepi               | Ashleigh Barty [18]        | Elise Mertens [15]        | Elina Svitolina [7]           |
| Maria Sharapova [22]      | Dominika Cibulková [29]    | Aryna Sabalenka [26]      | Markéta Vondroušová           |
| Vòng 3                    |                            |                           |                               |
| Rebecca Peterson          | Venus Williams [16]        | Karolína Muchová (Q)      | Sofia Kenin                   |
| Victoria Azarenka (WC)    | Barbora Strýcová [23]      | Ekaterina Makarova        | Wang Qiang                    |
| Caroline Garcia [6]       | Jeļena Ostapenko [10]      | Aleksandra Krunić         | Angelique Kerber [4]          |
| Petra Kvitová [5]         | Aliaksandra Sasnovich      | Kiki Bertens [13]         | Kateřina Siniaková            |
| Vòng 2                    |                            |                           |                               |
| Jil Teichmann (Q)         | Vania King (PR)            | Carina Witthöft           | Camila Giorgi                 |
| Garbiñe Muguruza [12]     | Lucie Šafářová             | Maria Sakkari [31]        | Ana Bogdan                    |
| Anhelina Kalinina (Q)     | Daria Gavrilova [25]       | Lara Arruabarrena         | Vera Lapko                    |
| Julia Görges [9]          | Claire Liu (WC)            | Irina-Camelia Begu        | Tatjana Maria                 |
| Monica Puig               | Kristina Mladenovic        | Sorana Cîrstea            | Taylor Townsend               |
| Bernarda Pera             | Kirsten Flipkens           | Hsieh Su-wei              | Johanna Larsson               |
| Wang Yafan                | Vera Zvonareva (Q)         | Julia Glushko (Q)         | Daria Kasatkina [11]          |
| Francesca Di Lorenzo (Q)  | Eugenie Bouchard (Q)       | Ajla Tomljanović          | Caroline Wozniacki [2]        |
| Vòng 1                    |                            |                           |                               |
| Simona Halep [1]          | Dalila Jakupović           | Natalia Vikhlyantseva     | Anastasia Pavlyuchenkova [27] |
| Magda Linette             | Caroline Dolehide          | Whitney Osuigwe (WC)      | Svetlana Kuznetsova (WC)      |
| Zhang Shuai               | Dayana Yastremska          | Petra Martić              | Ons Jabeur (Q)                |
| Asia Muhammad (WC)        | Madison Brengle (LL)       | Marie Bouzková (Q)        | Zarina Diyas                  |
| Evgeniya Rodina           | Kathinka von Deichmann (Q) | Viktória Kužmová          | Sara Sorribes Tormo           |
| Danielle Lao (Q)          | Kateryna Kozlova           | Kateryna Bondarenko       | Kurumi Nara                   |
| Anna Kalinskaya (Q)       | Heather Watson (Q)         | Polona Hercog             | Donna Vekić                   |
| Magdaléna Rybáriková [31] | Jennifer Brady             | Agnieszka Radwańska       | Sachia Vickery                |
| Johanna Konta             | Stefanie Vögele            | Tamara Zidanšek           | Nicole Gibbs (Q)              |
| Patty Schnyder (Q)        | Alison Riske               | Amanda Anisimova (WC)     | Andrea Petkovic               |
| Pauline Parmentier        | Yulia Putintseva           | Timea Bacsinszky (PR)     | CoCo Vandeweghe [24]          |
| Arantxa Rus (Q)           | Ekaterina Alexandrova      | Alizé Cornet              | Margarita Gasparyan (PR)      |
| Yanina Wickmayer          | Anna Karolína Schmiedlová  | Anna Blinkova             | Danielle Collins              |
| Laura Siegemund (PR)      | Monica Niculescu           | Belinda Bencic            | Tímea Babos                   |
| Kristýna Plíšková         | Christina McHale           | Harmony Tan (WC)          | Mona Barthel (LL)             |
| Anett Kontaveit [28]      | Lizette Cabrera (WC)       | Alison Van Uytvanck       | Samantha Stosur               |

## Hạt giống đơn
The following are the seeded players and notable players who have withdrawn from the event. Seedings are based on ATP and WTA rankings as of ngày 20 tháng 8 năm 2018. Rank and points before are as of ngày 27 tháng 8 năm 2018.

### Đơn nam
| Hạt giống | Xếp hạng | Tay vợt               | Điểm trước thi đấu | Điểm bảo vệ | Điểm thắng | Điểm sau thi đấu | Thực trạng                                           |
| --------- | -------- | --------------------- | ------------------ | ----------- | ---------- | ---------------- | ---------------------------------------------------- |
| 1         | 1        | Rafael Nadal          | 10,040             | 2,000       | 720        | 8,760            | Semifinals retired against Juan Martín del Potro [3] |
| 2         | 2        | Roger Federer         | 7,080              | 360         | 180        | 6,900            | Fourth round lost to John Millman                    |
| 3         | 3        | Juan Martín del Potro | 5,500              | 720         | 1,200      | 5,980            | Runner-up, lost to Novak Djokovic [6]                |
| 4         | 4        | Alexander Zverev      | 4,845              | 45          | 90         | 4,890            | Third round lost to Philipp Kohlschreiber            |
| 5         | 5        | Kevin Anderson        | 4,615              | 1,200       | 180        | 3,595            | Fourth round lost to Dominic Thiem [9]               |
| 6         | 6        | Novak Djokovic        | 4,445              | 0           | 2,000      | 6,445            | Champion, defeated Juan Martín del Potro [3]         |
| 7         | 7        | Marin Čilić           | 4,445              | 90          | 360        | 4,715            | Quarterfinals lost to Kei Nishikori [21]             |
| 8         | 8        | Grigor Dimitrov       | 3,790              | 45          | 10         | 3,755            | First round lost to Stan Wawrinka [WC]               |
| 9         | 9        | Dominic Thiem         | 3,485              | 180         | 360        | 3,665            | Quarterfinals lost to Rafael Nadal [1]               |
| 10        | 10       | David Goffin          | 3,435              | 180         | 180        | 3,435            | Fourth round lost to Marin Čilić [7]                 |
| 11        | 11       | John Isner            | 3,200              | 90          | 360        | 3,470            | Quarterfinals lost to Juan Martín del Potro [3]      |
| 12        | 12       | Pablo Carreño Busta   | 2,425              | 720         | 45         | 1,750            | Second round retired against João Sousa              |
| 13        | 13       | Diego Schwartzman     | 2,380              | 360         | 90         | 2,110            | Third round lost to Kei Nishikori [21]               |
| 14        | 14       | Fabio Fognini         | 2,190              | 10          | 45         | 2,225            | Second round lost to John Millman                    |
| 15        | 15       | Stefanos Tsitsipas    | 2,042              | (125)†      | 45         | 1,962            | Second round lost to Daniil Medvedev                 |
| 16        | 16       | Kyle Edmund           | 1,935              | 90          | 10         | 1,855            | First round lost to Paolo Lorenzi                    |
| 17        | 17       | Lucas Pouille         | 1,915              | 180         | 90         | 1,825            | Third round lost to João Sousa                       |
| 18        | 18       | Jack Sock             | 1,815              | 10          | 45         | 1,850            | Second round lost to Nikoloz Basilashvili            |
| 19        | 22       | Roberto Bautista Agut | 1,650              | 90          | 10         | 1,570            | First round lost to Jason Kubler [WC]                |
| 20        | 20       | Borna Ćorić           | 1,735              | 90          | 180        | 1,825            | Fourth round lost to Juan Martin del Potro [3]       |
| 21        | 19       | Kei Nishikori         | 1,755              | 0           | 720        | 2,475            | Semifinals lost to Novak Djokovic [6]                |
| 22        | 21       | Marco Cecchinato      | 1,734              | (48)†       | 10         | 1,696            | First round lost to Julien Benneteau                 |
| 23        | 23       | Chung Hyeon           | 1,630              | 45          | 45         | 1,630            | Second round lost to Mikhail Kukushkin               |
| 24        | 27       | Damir Džumhur         | 1,475              | 90          | 10         | 1,395            | First round lost to Dušan Lajović                    |
| 25        | 24       | Milos Raonic          | 1,575              | 0           | 180        | 1,755            | Fourth round lost to John Isner [11]                 |
| 26        | 25       | Richard Gasquet       | 1,535              | 10          | 90         | 1,615            | Third round lost to Novak Djokovic [6]               |
| 27        | 26       | Karen Khachanov       | 1,525              | 10          | 90         | 1,605            | Third round lost to Rafael Nadal [1]                 |
| 28        | 28       | Denis Shapovalov      | 1,385              | 205         | 90         | 1,270            | Third round lost to Kevin Anderson [5]               |
| 29        | 29       | Adrian Mannarino      | 1,365              | 90          | 10         | 1,285            | First round lost to Frances Tiafoe                   |
| 30        | 30       | Nick Kyrgios          | 1,345              | 10          | 90         | 1,425            | Third round lost to Roger Federer [2]                |
| 31        | 32       | Fernando Verdasco     | 1,330              | 45          | 90         | 1,375            | Third round lost to Juan Martín del Potro [3]        |
| 32        | 33       | Filip Krajinović      | 1,314              | (29)+(33)†  | 10+20      | 1,282            | First round retired against Matthew Ebden            |

†The player did not qualify for the tournament in 2017, but is defending points from one or more 2017 ATP Challenger Tour tournaments.

### Đơn nữ
| Hạt giống | Xếp hạng | Tay vợt                  | Điểm trước thi đấu | Điểm bảo vệ | Điểm thắng | Điểm sau thi đấu | Thực trạng                                      |
| --------- | -------- | ------------------------ | ------------------ | ----------- | ---------- | ---------------- | ----------------------------------------------- |
| 1         | 1        | Simona Halep             | 8,061              | 10          | 10         | 8,061            | First round lost to Kaia Kanepi                 |
| 2         | 2        | Caroline Wozniacki       | 5,975              | 70          | 70         | 5,975            | Second round lost to Lesia Tsurenko             |
| 3         | 3        | Sloane Stephens          | 5,482              | 2,000       | 430        | 3,912            | Quarterfinals lost to Anastasija Sevastova [19] |
| 4         | 4        | Angelique Kerber         | 5,305              | 10          | 130        | 5,425            | Third round lost to Dominika Cibulková [29]     |
| 5         | 5        | Petra Kvitová            | 4,885              | 430         | 130        | 4,585            | Third round lost to Aryna Sabalenka [26]        |
| 6         | 6        | Caroline Garcia          | 4,725              | 130         | 130        | 4,725            | Third round lost to Carla Suárez Navarro [30]   |
| 7         | 7        | Elina Svitolina          | 4,555              | 240         | 240        | 4,555            | Fourth round lost to Anastasija Sevastova [19]  |
| 8         | 8        | Karolína Plíšková        | 4,105              | 430         | 430        | 4,105            | Quarterfinals lost to Serena Williams [17]      |
| 9         | 9        | Julia Görges             | 3,900              | 240         | 70         | 3,730            | Second round lost to Ekaterina Makarova         |
| 10        | 10       | Jeļena Ostapenko         | 3,787              | 130         | 130        | 3,787            | Third round lost to Maria Sharapova [22]        |
| 11        | 11       | Daria Kasatkina          | 3,525              | 240         | 70         | 3,355            | Second round lost to Aliaksandra Sasnovich      |
| 12        | 12       | Garbiñe Muguruza         | 3,500              | 240         | 70         | 3,330            | Second round lost to Karolína Muchová [Q]       |
| 13        | 13       | Kiki Bertens             | 3,260              | 10          | 130        | 3,380            | Third round lost to Markéta Vondroušová         |
| 14        | 14       | Madison Keys             | 3,212              | 1,300       | 780        | 2,692            | Semifinals lost to Naomi Osaka [20]             |
| 15        | 15       | Elise Mertens            | 2,940              | 10          | 240        | 3,170            | Fourth round lost to Sloane Stephens [3]        |
| 16        | 16       | Venus Williams           | 2,841              | 780         | 130        | 2,191            | Third round lost to Serena Williams [17]        |
| 17†       | 26       | Serena Williams          | 1,676              | 0           | 1,300      | 2,976            | Runner-up, lost to Naomi Osaka [20]             |
| 18        | 17       | Ashleigh Barty           | 2,740              | 130         | 240        | 2,850            | Fourth round lost to Karolína Plíšková [8]      |
| 19        | 18       | Anastasija Sevastova     | 2,250              | 430         | 780        | 2,600            | Semifinals lost to Serena Williams [17]         |
| 20        | 19       | Naomi Osaka              | 2,245              | 130         | 2,000      | 4,115            | Champion, defeated Serena Williams [17]         |
| 21        | 21       | Mihaela Buzărnescu       | 2,068              | 40          | 0          | 2,028            | Withdrew due to right ankle injury              |
| 22        | 22       | Maria Sharapova          | 2,003              | 240         | 240        | 2,003            | Fourth round lost to Carla Suárez Navarro [30]  |
| 23        | 23       | Barbora Strýcová         | 1,930              | 70          | 130        | 1,990            | Third round lost to Elise Mertens [15]          |
| 24        | 25       | CoCo Vandeweghe          | 1,878              | 780         | 10         | 1,108            | First round lost to Kirsten Flipkens            |
| 25        | 32       | Daria Gavrilova          | 1,435              | 70          | 70         | 1,435            | Second round lost to Victoria Azarenka [WC]     |
| 26        | 20       | Aryna Sabalenka          | 2,140              | (60)‡       | 240        | 2,320            | Fourth round lost to Naomi Osaka [20]           |
| 27        | 28       | Anastasia Pavlyuchenkova | 1,585              | 10          | 10         | 1,585            | First round lost to Rebecca Peterson            |
| 28        | 27       | Anett Kontaveit          | 1,665              | 10          | 10         | 1,665            | First round lost to Kateřina Siniaková          |
| 29        | 35       | Dominika Cibulková       | 1,390              | 70          | 240        | 1,560            | Fourth round lost to Madison Keys [14]          |
| 30        | 24       | Carla Suárez Navarro     | 1,879              | 240         | 430        | 2,069            | Quarterfinals lost to Madison Keys [14]         |
| 31        | 29       | Magdaléna Rybáriková     | 1,540              | 130         | 10         | 1,420            | First round lost to Wang Qiang                  |
| 32        | 30       | Maria Sakkari            | 1,514              | 130         | 70         | 1,454            | Second round lost to Sofia Kenin                |

† Serena Williams was ranked 26 on the day when seeds were announced. Nevertheless she was deemed a special case and seeded 17th by the organizers because she missed a significant portion of the last 12-month period due to pregnancy and maternity.

‡ The player did not qualify for the tournament in 2017. Accordingly, points for her 16th best result are deducted instead.

## Hạt giống đôi
| Đội                   | Đội                    | Xếp hạng1 | Hạt giống |
| --------------------- | ---------------------- | --------- | --------- |
| Oliver Marach         | Mate Pavić             | 5         | 1         |
| Henri Kontinen        | John Peers             | 9         | 2         |
| Mike Bryan            | Jack Sock              | 13        | 3         |
| Jamie Murray          | Bruno Soares           | 15        | 4         |
| Juan Sebastián Cabal  | Robert Farah           | 21        | 5         |
| Jean-Julien Rojer     | Horia Tecău            | 24        | 6         |
| Łukasz Kubot          | Marcelo Melo           | 27        | 7         |
| Raven Klaasen         | Michael Venus          | 36        | 8         |
| Pierre-Hugues Herbert | Nicolas Mahut          | 42        | 9         |
| Feliciano López       | Marc López             | 44        | 10        |
| Ivan Dodig            | Marcel Granollers      | 51        | 11        |
| Ben McLachlan         | Jan-Lennard Struff     | 53        | 12        |
| Julio Peralta         | Horacio Zeballos       | 63        | 13        |
| Robin Haase           | Matwé Middelkoop       | 63        | 14        |
| Rohan Bopanna         | Édouard Roger-Vasselin | 64        | 15        |
| Dominic Inglot        | Franko Škugor          | 66        | 16        |

| Đội                       | Đội                         | Xếp hạng1 | Hạt giống |
| ------------------------- | --------------------------- | --------- | --------- |
| Barbora Krejčíková        | Kateřina Siniaková          | 7         | 1         |
| Tímea Babos               | Kristina Mladenovic         | 9         | 2         |
| Andrea Sestini Hlaváčková | Barbora Strýcová            | 17        | 3         |
| Gabriela Dabrowski        | Xu Yifan                    | 21        | 4         |
| Andreja Klepač            | María José Martínez Sánchez | 28        | 5         |
| Lucie Hradecká            | Ekaterina Makarova          | 32        | 6         |
| Elise Mertens             | Demi Schuurs                | 32        | 7         |
| Nicole Melichar           | Květa Peschke               | 33        | 8         |
| Kiki Bertens              | Johanna Larsson             | 39        | 9         |
| Chan Hao-ching            | Yang Zhaoxuan               | 43        | 10        |
| Vania King                | Katarina Srebotnik          | 64        | 11        |
| Alicja Rosolska           | Abigail Spears              | 64        | 12        |
| Ashleigh Barty            | CoCo Vandeweghe             | 66        | 13        |
| Raquel Atawo              | Anna-Lena Grönefeld         | 66        | 14        |
| Irina-Camelia Begu        | Monica Niculescu            | 70        | 15        |
| Miyu Kato                 | Makoto Ninomiya             | 81        | 16        |

### Đôi nam nữ
| Đội                       | Đội                    | Xếp hạng1 | Hạt giống |
| ------------------------- | ---------------------- | --------- | --------- |
| Gabriela Dabrowski        | Mate Pavić             | 12        | 1         |
| Nicole Melichar           | Oliver Marach          | 19        | 2         |
| Chan Hao-ching            | Henri Kontinen         | 28        | 3         |
| Latisha Chan              | Ivan Dodig             | 29        | 4         |
| Andrea Sestini Hlaváčková | Édouard Roger-Vasselin | 34        | 5         |
| Demi Schuurs              | Matwé Middelkoop       | 41        | 6         |
| Katarina Srebotnik        | Michael Venus          | 41        | 7         |
| Abigail Spears            | Juan Sebastián Cabal   | 43        | 8         |

1Bảng xếp hạng vào ngày 20 tháng 8 năm 2018.

## Nhà vô địch

### Đơn nam
- Novak Djokovic đánh bại  Juan Martín del Potro, 6–3, 7–6(7–4), 6–3

### Đơn nữ
- Naomi Osaka đánh bại  Serena Williams, 6–2, 6–4

### Đôi nam
- Mike Bryan /  Jack Sock đánh bại  Łukasz Kubot /  Marcelo Melo, 6–3, 6–1

### Đôi nữ
- Ashleigh Barty /  CoCo Vandeweghe đánh bại  Tímea Babos /  Kristina Mladenovic, 3–6, 7–6(7–2), 7–6(8–6)

### Đôi nam nữ
- Bethanie Mattek-Sands /  Jamie Murray đánh bại  Alicja Rosolska /  Nikola Mektić, 2–6, 6–3, [11–9]

### Đơn nam trẻ
- Thiago Seyboth Wild đánh bại  Lorenzo Musetti, 6–1, 2–6, 6–2

### Đơn nữ trẻ
- Wang Xiyu đánh bại  Clara Burel, 7–6(7–4), 6–2

### Đôi nam trẻ
- Adrian Andreev /  Anton Matusevich đánh bại  Emilio Nava /  Axel Nefve, 6–4, 2–6, [10–8]

### Đôi nữ trẻ
- Cori Gauff /  Caty McNally đánh bại  Hailey Baptiste /  Dalayna Hewitt, 6–3, 6–2

### Đơn nam xe lăn
- Alfie Hewett đánh bại  Shingo Kunieda, 6–3, 7–5.

### Đơn nữ xe lăn
- Diede de Groot đánh bại  Yui Kamiji, 6–2, 6–3

### Đơn xe lăn quad
- Dylan Alcott đánh bại  David Wagner, 7–5, 6–2

### Đôi nam xe lăn
- Alfie Hewett /  Gordon Reid đánh bại  Stéphane Houdet /  Nicolas Peifer, 5–7, 6–3, [11–9]

### Đôi nữ xe lăn
- Diede de Groot /  Yui Kamiji đánh bại  Marjolein Buis /  Aniek van Koot, 6–3, 6–4

### Đôi xe lăn quad
- Andrew Lapthorne /  David Wagner đánh bại  Dylan Alcott /  Bryan Barten, 3–6, 6–0, [10–4]

## Đặc cách vào vòng đấu chính
Những tay vợt sau đây được đặc cách vào vòng đấu chính:
| - Jenson Brooksby - Bradley Klahn - Jason Kubler - Michael Mmoh - Corentin Moutet - Noah Rubin - Tim Smyczek - Stan Wawrinka | - Amanda Anisimova - Victoria Azarenka - Lizette Cabrera - Svetlana Kuznetsova - Claire Liu - Asia Muhammad - Whitney Osuigwe - Harmony Tan |

| - Christopher Eubanks / Donald Young - Christian Harrison / Ryan Harrison - Evan King / Nathan Pasha - Kevin King / Reilly Opelka - Bradley Klahn / Daniel Nestor - Patrick Kypson / Danny Thomas - Martin Redlicki / Evan Zhu | - Jennifer Brady / Asia Muhammad - Caroline Dolehide / Christina McHale - Nicole Gibbs / Sabrina Santamaria - Sofia Kenin / Sachia Vickery - Allie Kiick / Jamie Loeb - Varvara Lepchenko / Bernarda Pera - Caty McNally / Whitney Osuigwe |